# یاسر خورشیدی میانایی
یاسر خورشیدی میانایی (متولد: ۱۳۶۳ در سمنان) دونده ماراتون و مربی دو و میدانی ایرانی است.

## افتخارات ورزشی

### بین‌المللی
- در مسابقات نیمه ماراتون ایروان (ارمنستان) ۲۰۱۵ (۴ اکتبر ۲۰۱۵–۱۲ مهر ۱۳۹۴) مسیر ۲۱٫۱ کیلومتر را در مدت ۰۱:۱۹:۳۶٫۶۰ دوید. وی در این مسابقات در رده سنی ۳۴–۲۵ سال، به مقام چهارم و در رده کلی به مقام هشتم رسید.[۱]
- در مسابقات نیمه ماراتون استانبول (ترکیه) ۲۰۱۵ (۲۶ آوریل ۲۰۱۵–۶ اردیبهشت ۱۳۹۴) با شماره ۳۱۰۶ شرکت کرد و مسیر ۲۱٫۱ کیلومتر را در مدت ۰۱:۱۷:۱۰ دوید و در بین ۲۰۹۵ دونده در رده‌بندی کلی به مقام هفدهم رسید.[۲][۳]
- در سی و ششمین مسابقات ماراتون استانبول، به تاریخ ۱۶ نوامبر ۲۰۱۴ رده سنی ۴۰–۳۰ سال، با رکورد ۰۲:۵۸:۴۲ به مقام سوم رسید.[۴] وی همچنین در رده‌بندی سراسری این مسابقه در مقام هفتاد و هشتم قرار گرفت.[۵] وی نخستین دونده ماراتن ایرانی رده ۴۰–۳۰ سال ایرانی بود که توانست ماراتون را در زمان کمتر از ۳ ساعت بدود.
- در رقابتهای انتخابی ماراتون المپیک ۲۰۱۲ لندن در رده سنی ۲۰ تا ۳۰ سال در بین ۲۵۰۰۰ دونده از ۱۵۸ کشور جهان - که در ۱۳ بهمن ۱۳۹۰ (۲ فوریه ۲۰۱۲) در دوبی برگزار شد- با زمان ۰۲:۴۸ مقام سوم را به دست آورد.[۶]

### کشوری
- در نخستین دوره مسابقات دو کوهستان (اسکای رانینگ) جام فجر به تاریخ ۲۴ بهمن ۱۳۹۳ به مقام دوم رسید.[۷]